# Переславль (станция)
Пересла́вль — тупиковая грузо-пассажирская железнодорожная станция Северной железной дороги в городе Переславль-Залесский Ярославской области.

## История
Станция открыта в 1956 году в составе 21-километровой одноколейной тупиковой железнодорожной ветки Берендеево — Переславль.
Пассажирский вокзал был построен приблизительно в одно время со станцией. Пассажирское движение на станции так и не было организовано, в результате чего здание вокзала было продано сторонней организации и на 2021 год находилось в заброшенном состоянии.
3 октября 2020 года на станцию пришёл первый пассажирский поезд. С 21 февраля 2021 года движение на туристическом маршруте Москва — Переславль-Залесский стало регулярным.
Перевозки выполняет рельсовый автобус РА2 в составе трёх вагонов. Поезд отправляется с Ярославского вокзала по выходным и праздничным дням, делает остановки на станциях Сергиев Посад, Александров и Берендеево. На станции для обслуживания туристического поезда были построены[когда?]

 деревянная платформа, зал ожидания и новое временное здание вокзала, установлены скамьи, а также смонтировано светодиодное освещение.
1 августа 2024 года на станции состоялось торжественное открытие нового вокзала.

## Описание
Путевое развитие станции включает в себя 4 основных пути, а также ответвления подъездных путей к прядильно-ткацкой фабрике «Красное эхо» (не используется), ООО «ЛПК Залесский», Производственной компании «ТМТ», ООО «Переславльстройпром» и заводу «Славич». Кроме того, около станции Переславль располагалась конечная станция Торфяная Переславской узкоколейной железной дороги, до её закрытия в 2004 году.
Рядом со станцией расположена автобусная остановка «Станция Переславль», на которой останавливаются автобусы маршрута № 10. Также, на рядом расположенной улице Свободы находятся остановки «Горгаз» и «Хлебозавод», на которых останавливается большее количество городского транспорта.

## Железнодорожное сообщение
| № поезда | Маршрут движения              | № поезда | Маршрут движения              |
| -------- | ----------------------------- | -------- | ----------------------------- |
| 927Ы     | Переславль-Залесский — Москва | 928М     | Москва — Переславль-Залесский |